# Algú com tu
Algú com tu (títol original en anglès: She's All That), és una pel·lícula estatunidenca estrenada l'any 1999, dirigida per Robert Iscove i protagonitzada per Freddie Prinze Jr. i Rachael Leigh Cook. Ha estat doblada al català.

## Argument
Zach (Freddie Prinze Jr.) és un estudiant d'institut molt popular. Però quan la seva xicota Taylor (Jodi Lyn O'Keefe) li anuncia que tot ha acabat entre ells, la seva reputació se'n ressent. No obstant això no es deixa abatre i aposta amb el seu millor amic i rival Dean (Paul Walker) que, als seu costat, qualsevol noia pot assolir el títol de «reina del ball» de final d'any.
Dean, que fa «la tria d'armes», escull Laney (Rachael Leigh Cook), una artista marginal que no té al cap més que els seus quadres d'art i els seus estranys espectacles. Zach intenta discutir aquesta tria abans de posar-s'hi.
Tanmateix, al fil de les setmanes, una amistat naixerà entre Laney i Zach.

## Repartiment
- Freddie Prinze Jr.: Zach Siler
- Rachael Leigh Cook: Laney Boggs
- Matthew Lillard: Brock Hudson
- Paul Walker: Dean Simpson
- Jodi Lyn O'Keefe: Taylor Vaughan
- Kevin Pollak: Wayne Boggs
- Anna Paquin: Mackenzie Siler
- Elden Henson: Jesse Jackson, el millor amic de Laney
- Dulé Hill: Preston
- Kieran Culkin: Simon Boggs
- Usher: Campus Dj
- Gabrielle Union: Katie
- Tamara Mello: Chandler
- Clea DuVall: Misty
- Tim Matheson: Harlan Siler
- Alexis Arquette: Mitch
- Dave Buzzotta: Jeffrey Munge Rylander
- Katharine Towne: Savannah
- Michael Milhoan: el principal Stickley
- Milo Ventimiglia: un jugador de futbol
- Sarah Michelle Gellar: la noia a la cafeteria

## Al voltant de la pel·lícula
- Aquesta pel·lícula ha contribuït a la notorietat de la cançó Kiss Me del grup estatunidenc Sixpence None the Richer.
- La pel·lícula és particularment coneguda per presentar el que es considera com un dels més grans clixés del cinema: la noia suposadament lletja que resulta ser bonica quan es treu les ulleres.
- La pel·lícula ha servit de base a la paròdia No és una altra estúpida pel·lícula americana.[3]
- Sarah Michelle Gellar fa una aparició en l'escena on Zach defensa el germà de Laney a la cantina.
- Freddie Prinze Jr. i Matthew Lillard es trobaran tres anys més tard a Scooby Doo i la seva continuació, on es troba d'altra banda Sarah Michelle Gellar[4]
- L'institut on va Zach és el mateix que a Buffy the Vampire Slayer.[4]